# 7299 Indiawadkins
7299 Indiawadkins este un asteroid din centura principală de asteroizi.

## Descriere
7299 Indiawadkins este un asteroid din centura principală de asteroizi. A fost descoperit pe 21 noiembrie 1992 la Observatorul Palomar de Eleanor Francis Helin. Asteroidul prezintă o orbită caracterizată de o semiaxă mare de 2,62 ua, o excentricitate de 0,23 și o înclinație de 14,0° în raport cu ecliptica.